# Rouses Point
Rouses Point est un village de la municipalité de Champlain, dans le comté de Clinton, situé dans l'État de New York aux États-Unis, d'une population d'environ 2 277 habitants.
Le village est en partie au nord-est de la ville de Champlain et se trouve au nord de Plattsburgh. Il est à moins d'un mile au sud de la frontière canado-américaine. Il se trouve aussi à la frontière avec l'État du Vermont.

## Toponymie
Le village tire son nom de Jacques Roux, un soldat canadien français qui lutta aux côtés des insurgents américains lors de la guerre d'indépendance des États-Unis.

## Géographie
Rouses Point, situé à 44° 59′ 15″ N, 73° 22′ 03″ O (44.987531, -73.367634), est le village le plus au nord de l'État de New York en termes de centre de population.
Selon le Bureau du recensement des États-Unis, le village a une superficie totale de 2,2 miles carrés (5,7 km2), dont 1,8 mile carré (4,7 km2) de terres et 0,4 mile carré (1,0 km2) (19,09 %) est recouvert d'eau.
Rouses Point est un point d'entrée au Canada et est proche de la frontière canado-américaine avec le Québec. Le village est situé sur la rive ouest du lac Champlain.
Le village est situé près de la route et fait intersection entre la Route US 2 et la Route US 11. La Route de l'État de New York 9B entre dans le village par le sud et la Route 276 entre dans le village par le nord-ouest.
L'intersection de US 2 et US 11 est le terminus des États-Unis 2. Environ 8/10ème de mile au nord des États-Unis 11 se termine à la frontière canadienne.
Au nord du village se trouve le fort Montgomery, au bord du lac Champlain.
| Hemmingford (canton), Canada, Québec | Saint-Bernard-de-Lacolle, Lacolle, Canada, Québec | Noyan, Canada, Québec |
| Champlain (New York)                 | Rouses Point                                      | Alburgh (Vermont)     |
| Champlain (New York)                 | Champlain (New York), Plattsburgh                 | Champlain (New York)  |